# Округ Халифакс (Северна Каролина)
Округ Халифакс (енгл. Halifax County) је округ у америчкој савезној држави Северна Каролина.

## Демографија
По попису из 2010. године број становника је 54.691, што је 2.679 (-4,7%) становника мање него 2000. године.
| Група             | 2000.          | 2010.          |
| Белци             | 24.269 (42,3%) | 21.569 (39,4%) |
| Афроамериканци    | 30.151 (52,6%) | 29.109 (53,2%) |
| Азијати           | 312 (0,5%)     | 362 (0,7%)     |
| Хиспаноамериканци | 579 (1,0%)     | 1.152 (2,1%)   |
| Укупно            | 57.370         | 54.691         |